# واکابا هارا
واکابا هارا (انگلیسی: Wakaba Hara؛ زادهٔ ۶ ژانویهٔ ۲۰۰۰) بازیکن راگبی اهل ژاپن است.